# Metallhydrid
En metallhydrid är en kemisk förening mellan väte och någon metall. Det finns två huvudtyper. I den ena typen är metallen en alkalimetall eller en alkalisk jordartsmetall. Föreningarna av denna typ är jonföreningar, så väte förekommer som minusladdade hydridjoner. I den andra typen är metallen en övergångsmetall. I sådana fall bildas interstitiella hydrider, där väteatomer eller vätemolekyler tar upp hålrum mellan metallatomerna. Föreningen är alltså snarast en metall-väte-legering. Eftersom mängden väte som löser sig i metallen beror på trycket, temperaturen och andra faktorer, går det inte att ange stökiometriska formler för interstitiella hydrider.